# غولان (زولاتشاي)
غولان هي قرية في مقاطعة سلماس، إيران. يقدر عدد سكانها بـ 814 نسمة بحسب إحصاء 2016.